# Факторизация графа
Фактор графа G — это остовный подграф, то есть подграф, имеющий те же вершины, что и граф G. k-фактор графа — это остовный k-регулярный подграф, а k-факторизация разбивает рёбра графа на непересекающиеся k-факторы. Говорят, что граф G k-факторизуем, если он позволяет k-разбиение. В частности, множество рёбер 1-фактора — это совершенное паросочетание, а 1-разложение k-регулярного графа — это рёберная раскраска k цветами. 2-фактор — это набор циклов, которые покрывают все вершины графа.

## 1-факторизация
Если граф 1-факторизуем (то есть имеет 1-факторизацию), то он должен быть регулярным графом. Однако не все регулярные графы являются 1-факторизуемыми. k-регулярный граф является 1-факторизуемым, если его хроматический индекс равен k. Примеры таких графов:
- Любой регулярный двудольный граф[1][2]. С помощью теоремы Холла о свадьбах можно показать, что k-правильный двудольный граф содержит совершенное сочетание. Можно тогда удалить совершенное паросочетание и (k − 1)-регулярный двудольный граф и продолжить тот же процесс рекурсивно.
- Любой полный граф с чётным числом вершин (см. ниже)[3].

Однако имеются k-регулярные графы, хроматический индекс которых равен k + 1, и эти графы не 1-факторизуемы. Примеры таких графов:
- Любой регулярный граф с нечётным числом вершин.
- Граф Петерсена.

### Полные графы
1-факторизация полного графа соответствует разбиению на пары в круговых турнирах. 1-факторизация полных графов является специальным случаем теоремы Бараньяи относительно 1-факторизации полных гиперграфов.
Один из способов построения 1-факторизации полного графа помещает все вершины, кроме одной, на окружности, образуя правильный многоугольник, оставшаяся же вершина помещается в центр окружности. При этом расположении вершин процесс построения 1-фактора заключается в выборе ребра e, соединяющего центральную вершину с одной из вершин на окружности, затем выбираются все рёбра, перпендикулярные ребру e. 1-факторы, построенные таким образом, образуют 1-факторизацию графа.
Число различных 1-факторизаций {\displaystyle K_{2},K_{4},K_{6},K_{8},\dots } равно 1, 1, 6, 6240, 1225566720, 252282619805368320, 98758655816833727741338583040, … (последовательность A000438 в OEIS).

### Гипотеза об 1-факторизации
Пусть G — k-регулярный граф с 2n вершинами. Если k достаточно велико, известно, что G должен быть 1-факторизуем:
- Если {\displaystyle k=2n-1}, то G является полным графом {\displaystyle K_{2n}}, а потому 1-факторизуем (см. выше).
- Если {\displaystyle k=2n-2}, то G можно получить путём удаления совершенного паросочетания из {\displaystyle K_{2n}}. Снова G является 1-факторизуемым.
- Четвинд и Хилтон[4] показали, что при {\displaystyle k\geqslant {\tfrac {12n}{7}}} граф G 1-факторизуем.

Гипотеза об 1-факторизации является давно выдвинутой гипотезой, утверждающей, что значение {\displaystyle k\approx n} достаточно велико. Точная формулировка:
- Если n нечётно и {\displaystyle k\geqslant n}, то G 1-факторизуем. Если n чётно и {\displaystyle k\geqslant n-1}, то G 1-факторизуем.

Гипотеза сильного заполнения заключает в себе гипотезу об 1-факторизации.

### Совершенная 1-факторизация
Совершенная пара 1-факторизаций — это пара 1-факторов, объединение которых даёт гамильтонов цикл.
Совершенная 1-факторизация (P1F) графа — это 1-факторизация, имеющая свойство, что любая пара 1-факторов является совершенной парой. Совершенная 1-факторизация не следует путать с совершенным паросочетанием (которое также называют 1-фактором).
В 1964 году Антон Котциг высказал предположение, что любой полный граф {\displaystyle K_{2n}}, где {\displaystyle n\geqslant 2}, имеет совершенную 1-факторизацию. Известно, что следующие графы имеют совершенные 1-факторизации:
- Бесконечное семейство полных графов {\displaystyle K_{2p}}, где p — нечётное простое (Андерсон и Накамура, независимо),
- Бесконечное семейство полных графов {\displaystyle K_{p+1}}, где p — нечётное простое
- спорадически другие графы, включая {\displaystyle K_{2n}}, где {\displaystyle 2n\in \{16,28,36,40,50,126,170,244,344,730,1332,1370,1850,2198,3126,6860,12168,16808,29792\}}. Есть и более свежие результаты здесь.

Если полный граф {\displaystyle K_{n+1}} имеет совершенную 1-факторизацию, то полный двудольный граф {\displaystyle K_{n,n}} также имеет совершенную 1-факторизацию.

## 2-факторизация
Если граф 2-факторизуем, то он должен быть 2k-регулярным для некоторого целого k. Юлиус Петерсен показал в 1891, что это необходимое условие является также достаточным — любой 2k-регулярный граф является 2-факторизуемым.
Если связный граф является 2k-регулярным и имеет чётное число рёбер, он также может быть k-факторизуем путём выбора двух факторов, являющихся чередующимися рёбрами эйлерова цикла. Это относится только к связным графам, несвязные контрпримеры содержат несвязное объединение нечётных циклов или копий графа K2k+1.